# Hippolais languida

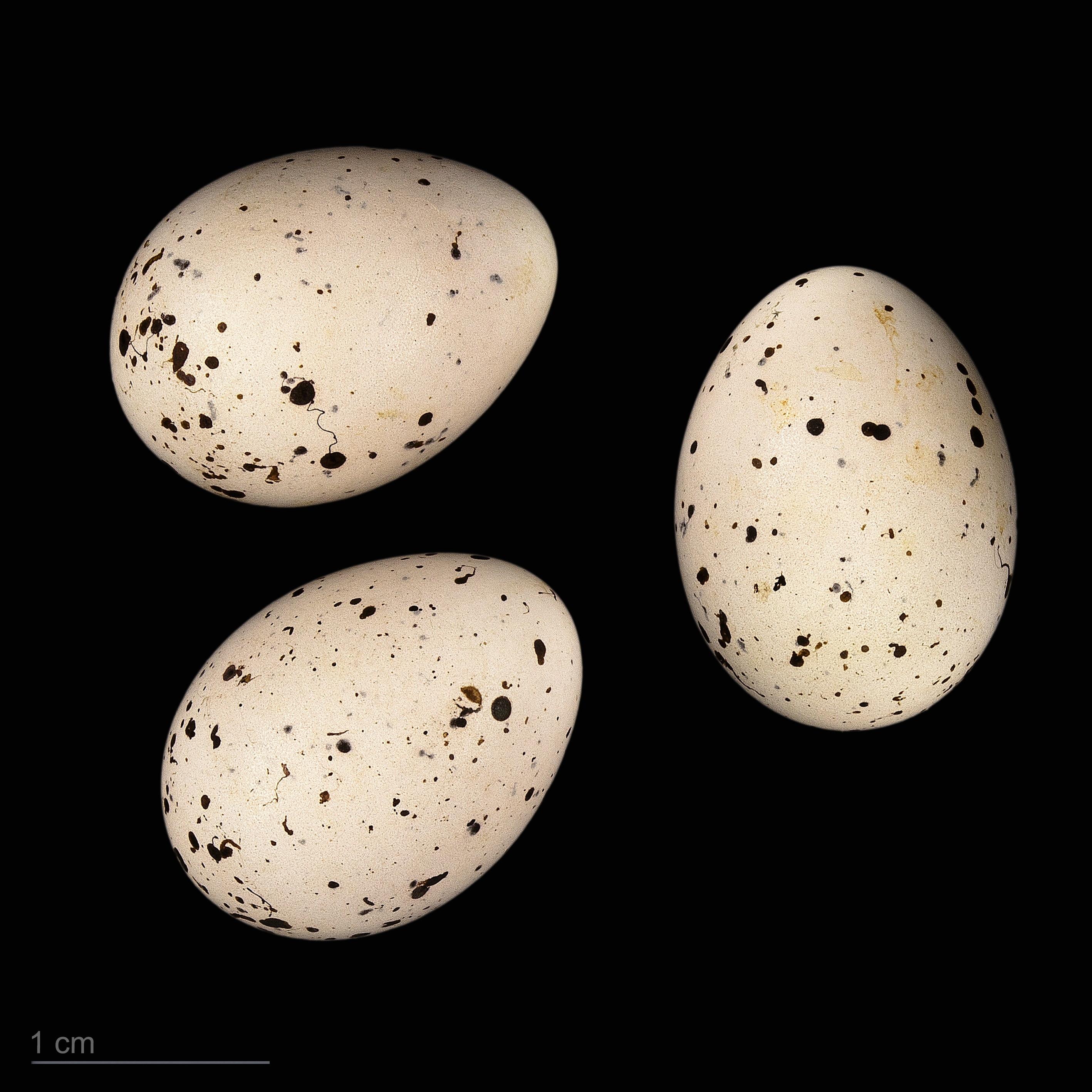
Hippolais languida

Hippolais languida là một loài chim trong họ Acrocephalidae.